# Болезнь Виллебранда
Болезнь Виллебранда — Диана — наследственное заболевание крови, характеризующееся возникновением эпизодических спонтанных кровотечений, которые схожи с кровотечениями при гемофилии.
Заболевание наследуется по принципу аутосомного доминирования. Возможно наследование и по аутосомно-рецессивному типу (2 и 3 тип болезни).

## Эпидемиология
Распространенность болезни Виллебранда составляет 1 на 800—1000. В отдельных источниках указывается, что частота случаев равна 2 %.

## Этиология
Причина кровотечений — нарушение свертываемости крови из-за недостаточной активности фактора Виллебранда, который участвует в адгезии тромбоцитов на коллагене и защищает VIII фактор от протеолиза. При дефиците Фактора Виллебранда VIII фактор подвергается протеолизу, и его содержание в плазме снижается. Кроме того, при болезни Виллебранда снижается содержание серотонина и развивается патологическая дилатация сосудов и повышение их проницаемости. При болезни Виллебранда наблюдаются самые длинные кровотечения, т. к. у больных нарушены все три звена гемостаза.

## Синонимы
- Ангиогемофилия;
- Атромбопеническая пурпура;
- Атромбоцитопеническая пурпура;
- Геморрагическая капилляропатия;
- Конституциональная тромбопатия, конституциональная тромбопатия фон Виллебранда-Юргенса;
- Наследственная псевдогемофилия; синдром Юргенса;
- Сосудистая гемофилия, псевдогемофилия.

## Классификация
Различают три типа болезни Виллебранда.
- 1-й тип обусловлен частичным количественным дефицитом фактора Виллебранда. При этом мультимерная структура его сохранена. Имеется снижение прокоагулянтной активности фактора VIII, агрегации тромбоцитов, индуцированной ристоцетином, ристоцетинкофакторной активности, антигена фактора Виллебранда. Частота данной формы составляет от 75 % до 80 % всех случаев болезни Виллебранда. Наследование аутосомно-доминантное.
- 2-й тип обусловлен качественными изменениями фактора Виллебранда, связанными с нарушением формирования мультимеров, и подразделяется на подтипы: 2A, 2B, 2M, 2N. Наследование болезни Виллебранда 2-го типа аутосомно-доминантное, за исключением подтипа 2N, где оно рецессивное. Частота встречаемости данных форм составляет от 5 % до 15 % всех случаев болезни Виллебранда.
  - Фенотип подтипа 2A является результатом нарушения двух различных механизмов: дефекта синтеза высокомолекулярных мультимеров и повышения протеолиза фактора Виллебранда. При подтипе 2B отмечается повышенное сродство фактора Виллебранда к рецептору на мембране тромбоцитов гликопротеину Ib.
  - Подтип 2M характеризуется нарушением связи фактора Виллебранда с рецептором гликопротеином Ib на мембране тромбоцитов.
  - Подтип 2N характеризуется нормальным уровнем фактора Виллебранда и низкой прокоагулянтной активностью, что обусловлено нарушением связи фактора VIII и фактора Виллебранда.
- 3-й тип — наиболее тяжелая форма с полным дефицитом фактора Виллебранда. Эта форма характеризуется отсутствием фактора Виллебранда в плазме, тромбоцитах и сосудистой стенке. Уровень фактора VIII ниже 10 %. Наследование — аутосомно-рецессивное. Заболевание проявляется у гомозигот с одинаковыми дефектными аллелями или двойных гетерозигот с двумя различными дефектными аллелями. У пациентов с 3-м типом имеется вероятность появления аллоантител к фактору Виллебранда. Частота встречаемости заболевания 3-го типа болезни Виллебранда менее 5 %.

Кроме того, существует тромбоцитарный тип болезни Виллебранда, который обусловлен мутацией в гене тромбоцитарного рецептора гликопротеина Ib, вследствие которой повышается чувствительность данного рецептора к высокомолекулярным мультимерам фактора Виллебранда. Фенотип аналогичен подтипу 2B.
- Приобретенный синдром Виллебранда определяется у пациентов с аутоиммунными, лимфопролиферативными заболеваниями, обусловлен появлением ингибитора против фактора Виллебранда, а также качественными аномалиями фактора VIII в связи с адсорбцией высокомолекулярных мультимеров патологическими белками.

## Клиническая картина
Наиболее характерным и специфическим симптомом при болезни Виллебранда являются кровотечения из слизистых полости рта, носа, внутренних органов. Симптомы кровоточивости варьируют от умеренно выраженных до крайне тяжелых, протекают преимущественно по микроциркуляторному типу. У пациентов с резким дефицитом фактора VIII наблюдаются обильные и продолжительные кровотечения (носовые, десневые, маточные), также кровоизлияния в мышцы и суставы. Кроме того, могут возникать длительные кровотечения при травмах, удалении зубов, операциях.
В детском возрасте часто бывают кровотечения из слизистых оболочек полости рта, носовые кровотечения, синяки на коже. Более тяжелое течение геморрагического диатеза отмечается во время или вскоре после перенесенных инфекционных заболеваний. Наиболее вероятным пусковым механизмом кровотечения на фоне инфекции является нарушение проницаемости сосудов. Вследствие этого появляются самопроизвольные кровотечения диапедезного типа.
Гематомы — кровоизлияния в подкожную клетчатку и мышечные ткани наблюдаются преимущественно после травм у больных с тяжелыми формами заболевания.
При болезни Виллебранда геморрагический синдром проявляется не всегда, периоды обострения чередуются с периодами полного или почти полного отсутствия геморрагий. У некоторых пациентов болезнь Виллебранда может сочетаться с признаками мезенхимальной дисплазии: повышенной растяжимостью кожи, слабостью связок с повышенной подвижностью суставов, пролабированием створок клапанов сердца.
Аутосомный тип наследования обусловливает одинаковую частоту возникновения болезни Виллебранда у пациентов обоих полов. У женщин вследствие особенностей физиологического строения организма, связанных с репродуктивной функцией, наблюдается более частое проявление геморрагических симптомов. Около 65 % женщин с болезнью Виллебранда страдают меноррагиями. Рецидивирующие маточные кровотечения, продолжающиеся более 10 дней, сопровождаются постгеморрагической анемией.
Желудочно-кишечные кровотечения у пациентов с болезнью Виллебранда не являются преобладающей формой кровоточивости. Они могут быть вызваны приемом препаратов, влияющих на агрегацию тромбоцитов (ацетилсалициловая кислота и другие нестероидные противовоспалительные средства). Кроме того, источниками кровотечений являются латентные язвы желудка и двенадцатиперстной кишки, также эрозивные гастриты, геморроидальные узлы.
У пациентов с болезнью Виллебранда могут быть длительные кровотечения при операциях, у женщин — во время родов. Роды у женщин с болезнью Виллебранда связаны с риском возникновения значительной кровопотери. У большинства пациентов со среднетяжелой и легкими формами заболевания во время беременности уровень фактора VIII повышается в 2—3 раза и достигает нормальных значений, однако в послеродовом периоде возвращается к исходному уровню.
Гемартроз — наиболее редкое проявление болезни Виллебранда, характерное для заболевания 3-го типа. Острый гемартроз сопровождается болевым синдромом, обусловленным повышением внутрисуставного давления. Сустав увеличен в объеме, кожа над ним гиперемирована и горячая на ощупь. Если гемартроз возник после травмы, нужно исключить дополнительные повреждения (внутрисуставной перелом, отрыв мыщелка, ущемление тканей). Рецидивирующие гемартрозы вызывают хронический синовит. На стадии синовита синовиальная оболочка гипертрофируется и становится основным источником кровоизлияния в сустав. При остром синовите гемартрозы могут рецидивировать, несмотря на трансфузии фактора свертывания VIII, что обусловлено воспалительным процессом в синовиальной оболочке. При хроническом синовите болевой синдром может отсутствовать, поскольку разрушена капсула сустава.
В отличие от гемофилии, при болезни Виллебранда дальнейшего прогрессирования патологического процесса и развития деформирующего остеоартроза, как правило, не наблюдается.
Кровоизлияния в головной и спинной мозг и их оболочки при болезни Виллебранда возникают в связи с травмой. В отдельных случаях причиной таких кровоизлияний может быть гипертонический криз или прием препаратов, значительно нарушающих гемостатическую функцию тромбоцитов (ацетилсалициловая кислота, бутадион и др.).
Учитывая аутосомно-доминантный тип наследования, генетический риск для потомства составляет 50 % независимо от пола плода.

## Лечение
Лечение зависит от типа заболевания. Выделяют два основных способа.
При первом используются препараты плазмы с высоким содержанием фактора Виллебранда или препараты фактора VIII. В легких случаях может быть достаточно одного введения, при тяжелых травмах и операциях препараты вводят дважды в сутки 2—3 дня.
Второй подход к лечению применим для легких форм. Пациентам назначается десмопрессин. Существует опасность привыкания при использовании десмопрессина более 2-х суток.
В 2015 г. был одобрен вониког альфа.